# اشغال ایران در جنگ جهانی اول
اشغال ایران در جنگ جهانی اول (که با نام‌های جبههٔ ایران یا نقض بی‌طرفی ایران در جنگ جهانی اول نیز شناخته می‌شود) تعدادی از درگیری‌ها در منطقهٔ آذربایجان ایران و غرب ایران بین نیروهای بریتانیا، امپراتوری روسیه، و درگیری نیروهای ارمنی و آشوری با نیروهای امپراتوری عثمانی گفته می‌شود که در دسامبر ۱۹۱۴ آغاز و با امضای قرارداد مودروس در ۳۰ اکتبر ۱۹۱۸ به پایان رسید. این درگیری‌ها بخشی از جنگ جهانی اول در خاورمیانه محسوب می‌شود. حضور نیروهای روس در ایران با انقلاب روسیه در ۱۷ اکتبر ۱۹۱۷ پایان یافت. هنگامی که نیروهای قزاق روس با واحدهای ارمنی و نیروهای متحد که نیروی دانستر نام نهاده شد، جایگزین شدند. هم‌زمانی این دوره با خشکسالی و بسته بودن مسیر تجارت با هند و بین‌النهرین در نتیجه این اشغال باعث پدید آمدن قحطی بزرگ شد که در نتیجه آن میلیونها نفر از ایرانیان جان باختند.

## پیش‌زمینه
ایران در زمان شروع جنگ رسماً اعلام بی‌طرفی نموده‌بود. با این حال در عمل، نیروهای ایران توسط قدرت‌های مرکز و نیروهای متفقین جنگ جهانی اول تحت تأثیر شرایط از یکی از طرفین طرفداری می‌کردند. منافع غربی در ایران بر مبنای منابع قابل توجه نفت و موقعیت راهبردی ایران که مابین افغانستان و نیروهای متخاصم عثمانی، روس، و بریتانیا قرار داشت. ایران آن زمان با قرارداد سن پترزبورگ به منطقهٔ تحت نفوذ شمال و منطقهٔ تحت نفوذ جنوب تقسیم شده بود. این شرایط تحت پوشش دهه‌ها سیاست مشهور به بازی بزرگ بین روسیه و بریتانیا حاصل شده‌بود. این قرارداد همچنین مناطق تحت نفوذ در تبت، افغانستان و ایران را تعیین نموده بود تا وزنهٔ تعادلی در برابر نفوذ آلمان‌ها را فراهم آورد.
جنگ جهانی اول در سال ۱۹۱۴ و در شرایطی آغاز شد که احمدشاه قاجار در ایران حکومت می‌کرد. شاه ایران که به‌تازگی تاج‌گذاری کرده‌بود و ۱۸ ساله بود، قدرت کمی داشت. مجلس شورای ملی تعطیل بود و انتخابات مجلس سوم با مخالفت روسیه و بریتانیا به تعویق افتاده‌بود. پس از شروع جنگ، در ایران نظرات متفاوتی پیرامون موضع‌گیری که باید کشور اتخاذ کند وجود داشت. احمدشاه ۳ روز پس از آغاز جنگ یعنی در ۱ نوامبر ۱۹۱۴، بی‌طرفی ایران را در این جنگ اعلان نمود و مستوفی‌الممالک که هوادار بی‌طرفی ایران در جنگ بود به نخست‌وزیری رسید.
۷ سال پیش از شروع جنگ، یعنی در سال ۱۹۰۷، دولت‌های بریتانیا و روسیه تزاری طی قرارداد سن پترزبورگ بر سر تقسیم ایران به دو منطقهٔ نفوذ و یک منطقهٔ بی‌طرف به توافق رسیده بودند که در پی آن، نیروهای خود را در خاک ایران مستقر کرده‌بودند.
نیروهای روس در قسمت‌های شمالی ایران حضور داشتند و نیروهای بریتانیا در جنوب کشور، کنترل اوضاع را در اختیار داشتند. دولت مرکزی ایران عملاً تنها کنترل بخش‌هایی از مرکز ایران را تحت اختیار داشت.
ارتش ایران در زمان آغاز جنگ جهانی اول فاقد نیروی هوایی و دریایی بود و شمار تخمینی نیروهای زمینی ایران چیزی حدود ۷٬۰۰۰ نفر بود. علاوه بر این، نیروهای ایران ملی و تماماً تحت امر دولت نبودند. قوای قزاق توسط روس‌ها تشکیل شده‌بود، ژاندارمری فرماندهان سوئدی داشت، عشایر ایران که مسلح بودند از دولت دستور نمی‌گرفتند و نیروهای شهربانی کم‌تعداد و کم‌تجهیزات بودند.
در حالی که نیروهای روس در خاک ایران حدود ۱۰٬۰۰۰ نفر بود که نیمی از آن‌ها در شهرهای تبریز، ارومیه و اردبیل مستقر بودند. بدین ترتیب ایران در این زمان هم از لحاظ سیاسی در وضعیت نامناسبی بود و هم توان نظامی دفاع از خاک خود در برابر نیروهای خارجی را نداشت.

## اشغال

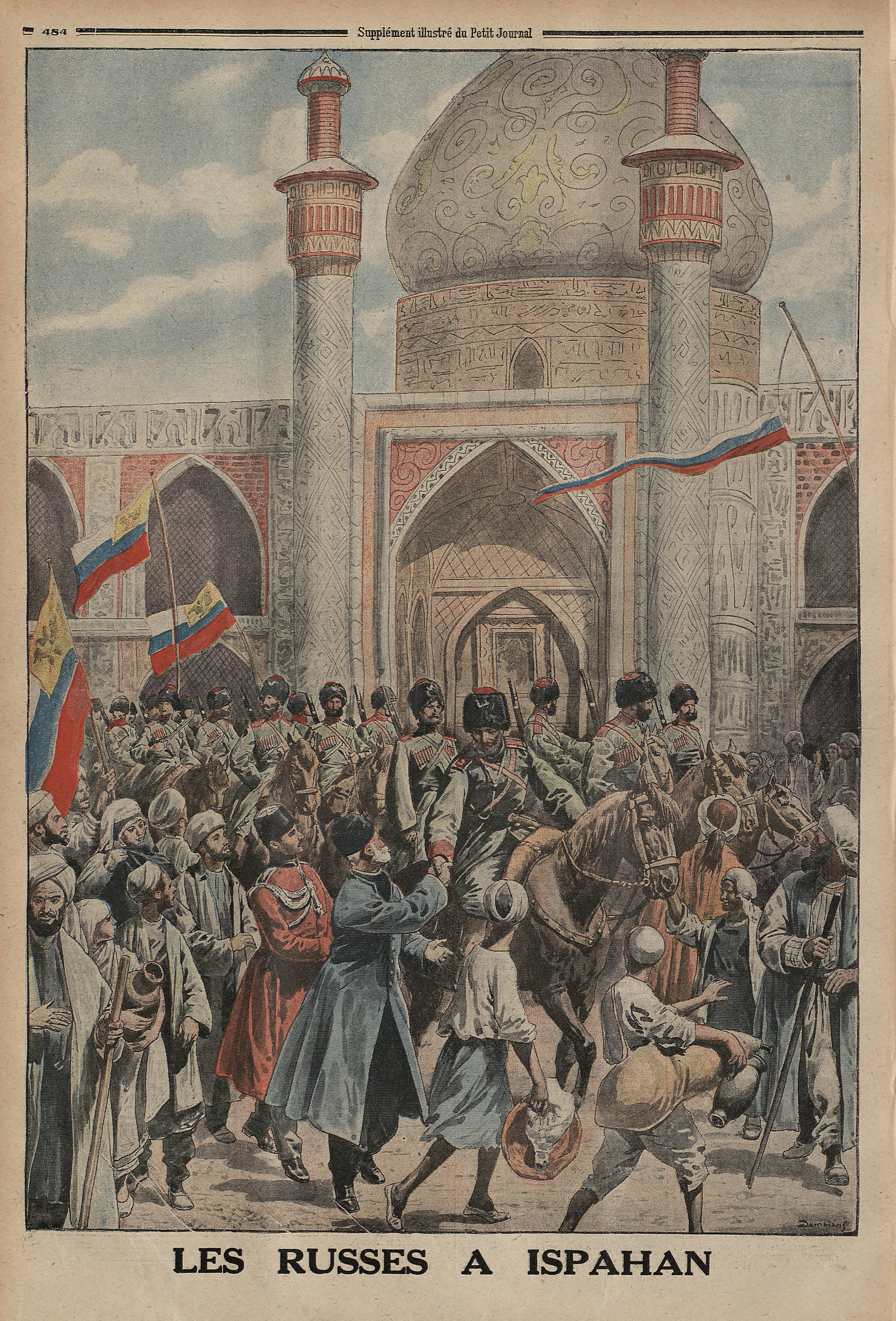
«روس‌ها در اصفهان»، تصویری چاپ‌شده در هفته‌نامه فرانسوی لو پتی ژورنال به تاریخ ۲۳ آوریل ۱۹۱۶

### مرکز
روس‌ها تا قزوین پیش رفتند. با احتمال سقوط تهران، مجلس از اکثریت افتاد و منحل شد زمانی که در سال آغازین جنگ جهانی اول در حدود ۱۲۹۳ هجری شمسی، روسیه به ایران برای اخراج مورگان شوستر اولتیماتوم داد و قوای این کشور وارد ایران شدند و تا رباط‌کریم آمدند و به قوای کمیتهٔ دفاع ملی تحت فرماندهی حیدر لطیفیان حمله کردند. در نتیجهٔ آن، حیدر لطیفیان فرمانده و از رهبران مشروطیت تهران به همراه ۷۰ نفر دیگر ایرانی در نبرد تاریخی رباط کریم کشته شده و سرهایشان بریده شد.

### جنوب
در جنوب ایران، مردم محلی در چند نوبت با قوای انگلیس درگیر شدند که از مهم‌ترین نبردهای جنگ جهانی اول در ایران می‌توان به مبارزه و مقاومت زایر خضرخان اهرمی (تنگستانی) ملقب به امیر اسلام حاکم تنگستان، حسین‌خان چاه‌کوتاهی، از مردان آزادی‌خواه جنوب ایران و رئیس‌علی دلواری، خالو حسین بردخونی دشتی از مبارزان تنگستان و ملا علی تنگستانی از علمای جنوب در استان بوشهر و نبرد جهاد در خوزستان و مبارزهٔ سرسختانه و سرنوشت‌ساز ترکان قشقایی به رهبری صولت‌الدوله قشقایی و مقاومت‌های ناصر دیوان کازرونی و سید عبدالحسین لاری اشاره کرد. جمعی از رجال از قم به اصفهان و سپس اراک و بالاخره به کرمانشاه رفتند و عاقبت در آن‌جا قوای گارد ملی را تشکیل دادند و حکومت موقتی دولت ملی به ریاست رضاقلی نظام‌السلطنه تشکیل گردید. پس از سقوط بغداد اعضاء دولت موقتی دولت ملی و جمع بسیاری از ایرانیان به استانبول رفتند.

### غرب
در غرب ایران و کردستان نیز ناآرامی‌هایی به وجود آمد. مشایخ نقشبندی در کردستان به فرماندهی شیخ محمد علی حسام الدین نقشبندی و طایفه سراج الدین و سلطان سنجر به قیام علیه ارتش روس برخاستند و توانستند در اطراف سنندج و منطقه مابین اورامانات و کامیاران و سنقر ارتش روسیه را شکست دهند. این پیروزی‌ها در حال گسترش بود که با کشته شدن سلطان سنجر این ناآرامی‌ها به سرعت خاموش شد.

## خروج نیروهای خارجی از ایران
با وقوع انقلاب ۱۹۱۷ در روسیه و تشکیل شوروی، از بیشترین حد پیشروی خود در ایران در فوریه ۱۹۱۷ دچار آشفتگی شد و نیروهایش تا ماه اکتبر به پراکندگی کشیده‌شدند. روسیه با امضای پیمان برست-لیتوفسک با آلمان (مارس ۱۹۱۸) متعهد شد نیروهایش را از ایران خارج کند و تا پایان بهار ۱۹۱۸ ایران را ترک کرد. بریتانیا نیروهایش را تا ۳ سال بعد و کودتای ۳ اسفند ۱۲۹۹ (۱۹۲۱) در ایران نگه‌داشت.

## جستارهای وابسته

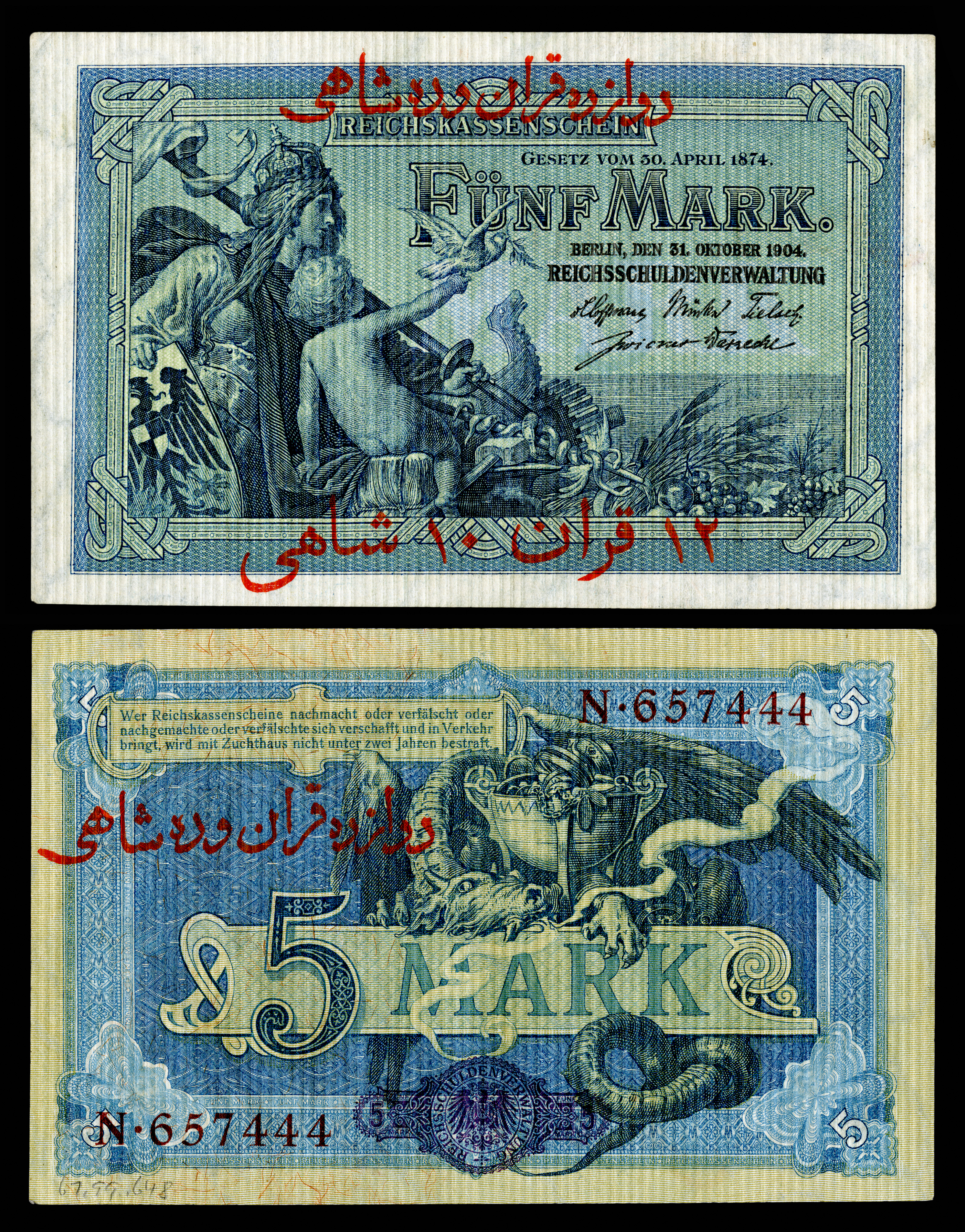
یک ۵ مارکی با مُهر برابری به ارزش ۱۲ قران و ۱۰ شاهی، چاپ‌شده توسط خزانه‌داری امپراتوری آلمان به سال ۱۹۱۶–۱۷ و در جریان اشغال ایران در جنگ جهانی اول که بنابر شرایط آن زمان در ایران رایج شده بود.

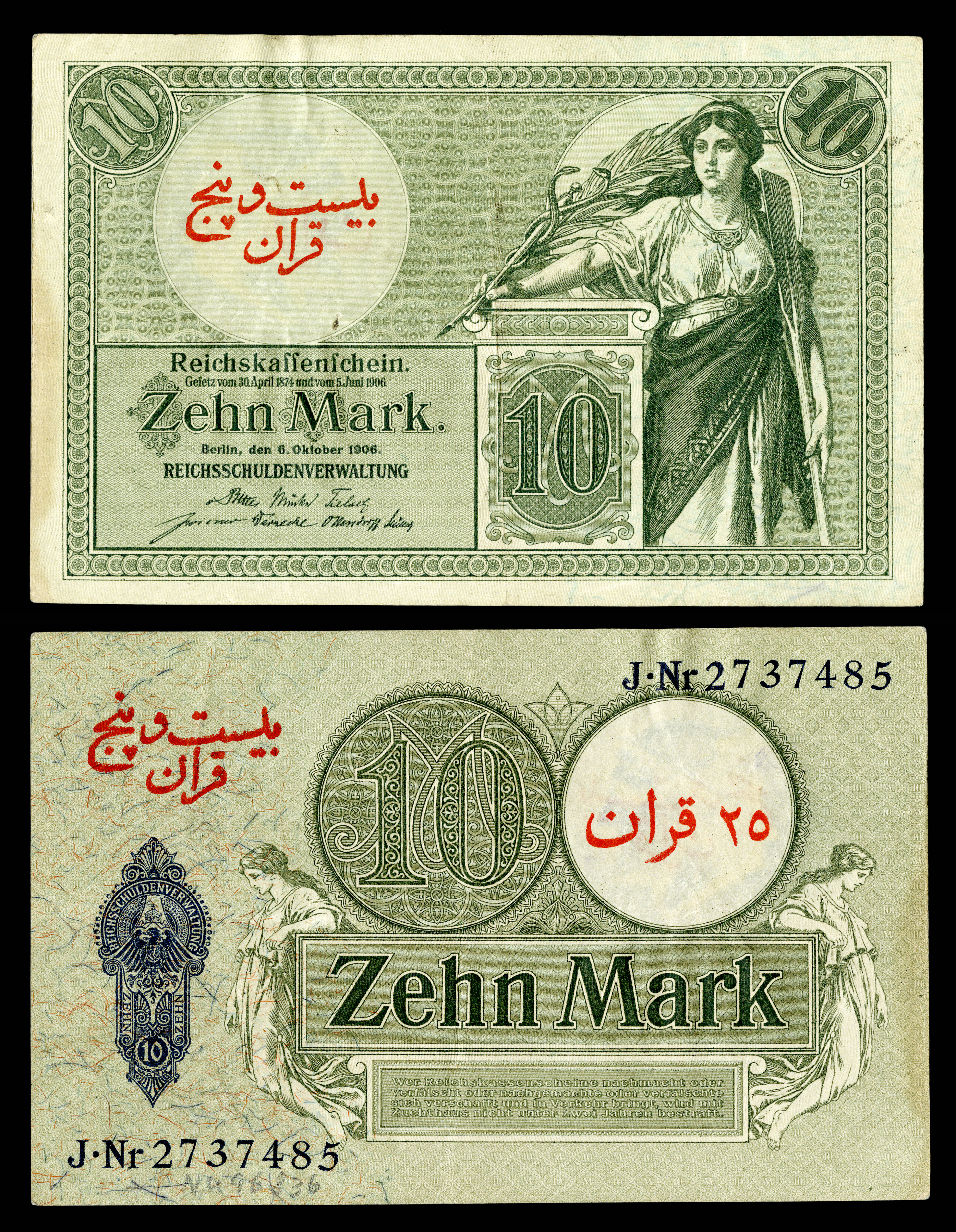
روی و پشت اسکناس ۱۰ مارکی امپراتوری آلمان با بازچاپ عبارت ۲۵ قران که در زمان اشغال ایران در جنگ جهانی اول رایج بوده است.